# Milan Rastislav Štefánik
Pour les articles homonymes, voir Stefanik.

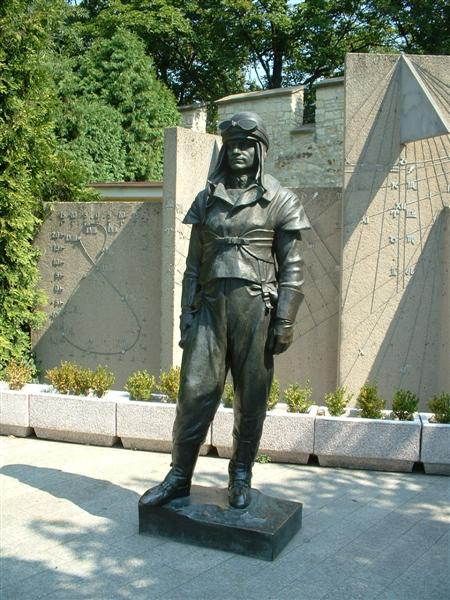
Statue de Milan Rastislav Štefánik sur la colline de Petřín à Prague.

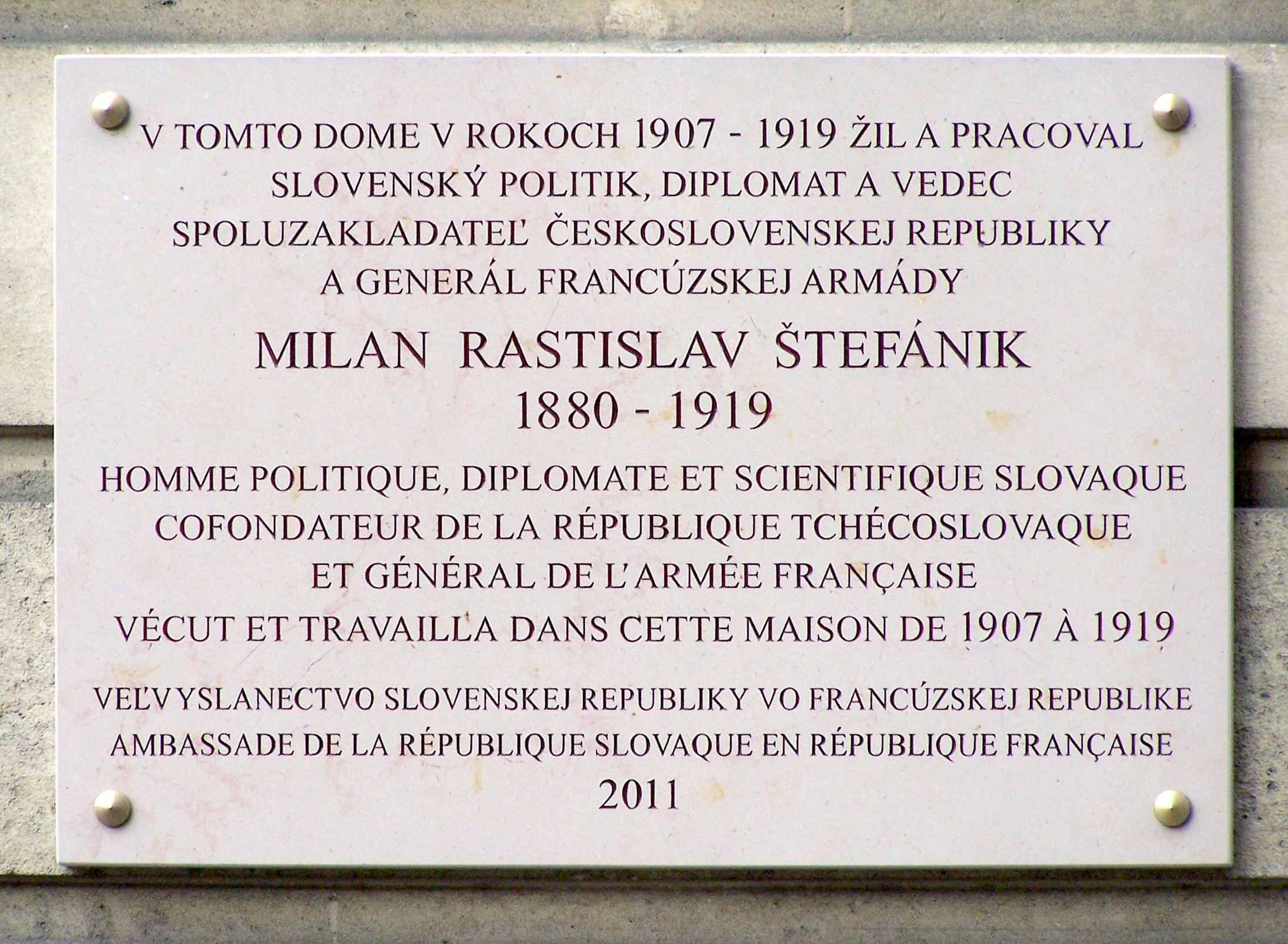
Plaque commémorative au no 6 rue Leclerc à Paris où vécut Milan Rastislav Štefánik de 1907 à 1919.

Milan Rastislav Štefánik, né le 21 juillet 1880 à Košariská en Autriche-Hongrie (aujourd'hui Košariská en Slovaquie), sous la montagne de Bradlo, au nord de Bratislava, alors Presbourg (hongrois : Pozsony) et mort le 4 mai 1919 à Ivanka pri Dunaji en Tchécoslovaquie, est un astronome ayant travaillé à l’Observatoire de Meudon de 1905 à 1910, également homme politique, général et diplomate slovaque. Il fut l'un des cofondateurs de la République tchécoslovaque.

## Premières années
Son père, le pasteur Pavol Štefánik, élève ses enfants dans la ferveur des idéaux patriotiques et slavophiles slovaques. Il grandit dans un environnement purement slovaque, où le sentiment national est profondément ancré.
Il fait ses études aux lycées de Presbourg (évangéliques) de Sopron et de Sarvas. Puis, il choisit d'étudier à Prague plutôt qu'à Budapest.
Il y commence, à 18 ans, pour respecter le désir de son père, des études d'ingénieur du bâtiment. Il préfère vite les cours d'astronomie et de mathématiques de l'université Charles de Prague. Son intelligence extraordinaire et sa personnalité attachante lui facilitent l'accès au monde de la science et de la culture tchèques. Membre et président de Detvan, l'association des étudiants slovaques de Prague, il collabore à plusieurs revues culturelles slovaques et tchèques et fait connaître au public tchèque la Slovaquie, les Slovaques, leur culture et leur vie politique. Il s'engage avec ferveur contre la politique de « magyarisation » qui régnait alors mais aussi contre la passivité des hommes politiques slovaques de l'époque. Il est persuadé de la nécessité d'une coopération « slovaco-tchèque » pour libérer les deux nations du pouvoir étranger et accéder à l'indépendance. C'est à cette époque qu'il est influencé par l'universitaire Tomáš Masaryk, qui définit alors les peuples tchèque et slovaque comme « deux particules d'une même nation ».

## Voyageur infatigable
Son doctorat en poche, Štefánik arrive à Paris en 1904 pour poursuivre ses études d'astronomie. Il devient l'assistant du professeur Jules Janssen à l'observatoire de Meudon. Sous son influence, Štefánik consacrera dix ans à l'astronomie. Il publie, dès ses débuts, douze traités scientifiques et organise, pendant sept années consécutives, des expéditions d'observation astronomique sur le sommet du mont Blanc. Il voyage en Espagne puis au Turkestan et visite aussi l'Algérie, le Maroc, la Tunisie, le Sénégal, l'Italie, la Suisse, la Roumanie, la Russie, les États-Unis, le Brésil, l'Équateur, Tahiti (à l'occasion du passage de la comète de Halley en 1910), la Nouvelle-Zélande, les îles Fidji, l'Australie, etc. Il s'établit, en 1909, au no 6 de la rue Leclerc dans le 14e arrondissement de Paris, où il vivra jusqu'en 1919.
Après 1908, Štefánik voyage au service du gouvernement français, pour lequel il accomplit d'importantes missions diplomatiques. En effet, un groupe de députés propose la mise en place d'une chaîne de stations radio-télégraphiques qui relierait toutes les colonies françaises. Štefánik s'avère être l'homme idoine pour la réalisation de ce projet. Ses dernières expéditions à Tahiti et en Équateur (1913), en tant que citoyen français, lui valent la Légion d'honneur mais aggravent la maladie d'estomac dont il souffre déjà. Il subit, sans succès, une première opération et une deuxième en 1915, qui n'apportera pas d'amélioration à son état. Il supportera alors des douleurs fréquentes, qui ne le quitteront plus.

## Aviateur pendant la Première Guerre mondiale
Les aspirations scientifiques de Štefánik se briseront avec la Première Guerre mondiale. Il demande à être incorporé dans l'aviation française, commence sa formation de pilote en janvier 1915 à l'école d'aviation militaire de Chartres, réputée (future base aérienne 122 Chartres-Champhol).
Il participe très vite aux combats dans l'escadre aérienne MF-54 aux environs d'Arras.
Sa rapide montée en grade s'explique par sa capacité à adapter ses connaissances scientifiques aux besoins militaires. Il est chargé de la création du service météorologique de l'Armée française. Il est blessé en 1915.

## Création de la Tchécoslovaquie
Dès 1915, il organise une escadrille formée de volontaires slovaques et tchèques. Par la suite, son escadre est affectée en Serbie, mais Štefánik, gravement malade, doit être transporté d'urgence à Rome.
Une nouvelle étape de sa vie s'amorce alors. Il consacrera dorénavant son activité à la création d'un État libre et indépendant pour les Tchèques et les Slovaques. Dès que son état de santé le lui permet, il repart pour Paris, où il rencontre Edvard Beneš et Masaryk. C'est ici que naît le dicton : « Masaryk pense, Beneš le dit et Štefánik le fait ».

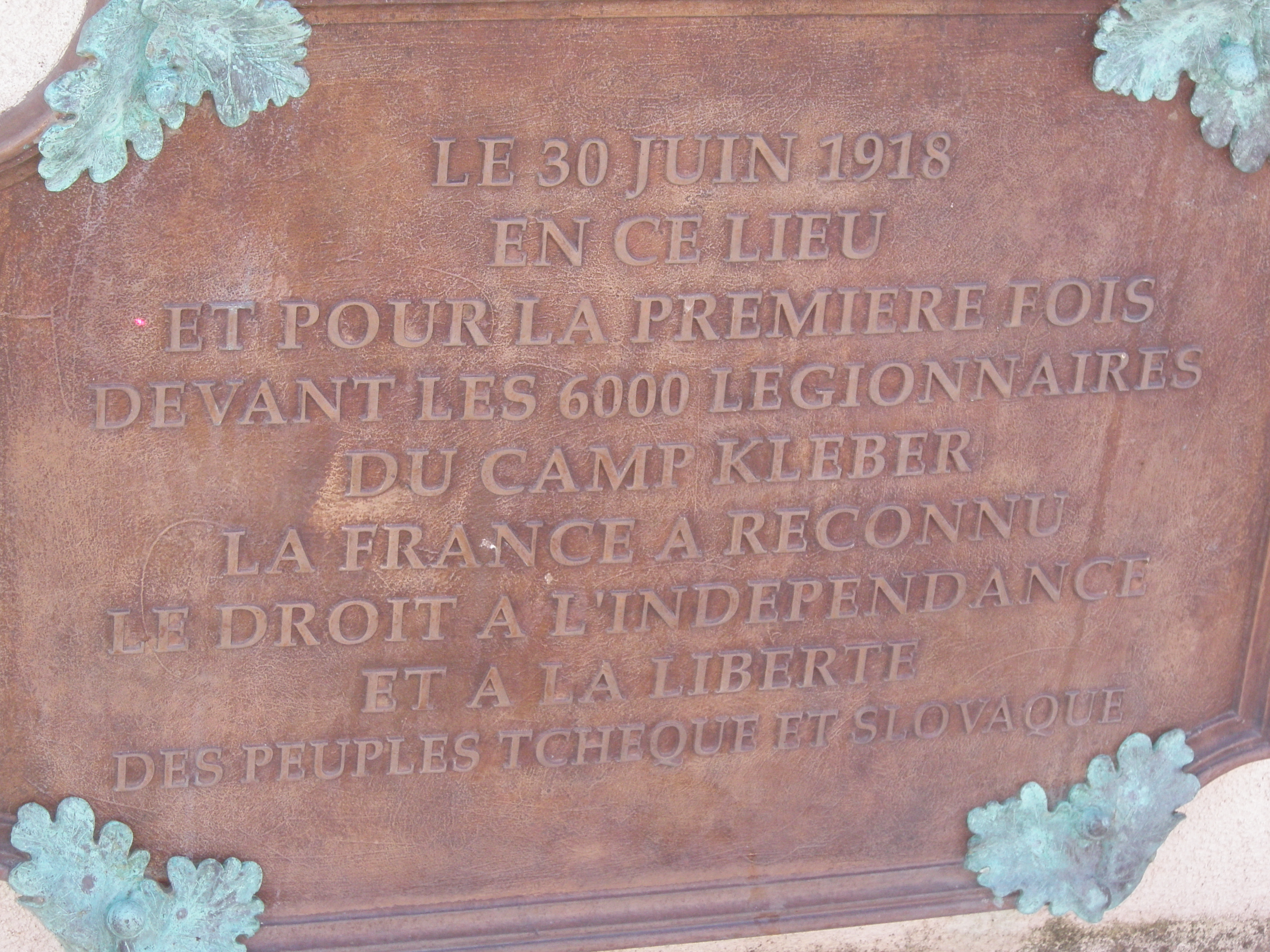
Plaque commémorative sur les lieux de la reconnaissance officielle de la Tchéco-Slovaquie à Darney.

C'est lui qui convainc le gouvernement français de soutenir la cause de la Tchéco-Slovaquie. Il est de ceux qui fondent le Conseil national tchécoslovaque (dont il deviendra plus tard le vice-président) et c'est lui qui se charge de l'organisation de l'armée tchéco-slovaque indépendante. Avec Beneš, il obtient des promesses du gouvernement français pour l'armement de ses unités. Štefánik recrute des soldats en Roumanie dans les camps de prisonniers. Il part aussi aux États-Unis, où l'enrôlement est un succès (3 000 volontaires s'engagent et d'importantes sommes d'argent sont versées à la cause). Štefánik comprend que la politique visant à la création de la future Tchécoslovaquie doit être soutenue par une force armée réelle. À son retour à Paris, il prend part à la rédaction du Décret de constitution de l'armée tchécoslovaque en France, proclamé le 16 décembre 1917. Il continue à former des Légions tchécoslovaques en Italie (février 1918) et en Russie (mars 1918).
Confortant son analyse c'est en effet, devant une troupe de volontaires tchécoslovaques que la République française, pionnière en la matière, reconnait officiellement l'indépendance du nouvel état en gestation, le 30 juin 1918 à Darney dans les Vosges.
À son arrivée en Sibérie en juin 1918, il est général et, après les négociations d'octobre à Genève, il est nommé ministre de la Guerre du nouveau gouvernement tchécoslovaque.
Dans sa nouvelle fonction, Štefánik propose de replier les Légions tchécoslovaques à l'arrière du front et de les acheminer vers leur patrie nouvellement constituée. Dans ce cadre, il entreprend un voyage vers la Tchécoslovaquie indépendante. Malgré les avertissements de ses amis, il décide de prendre l'avion car il a reçu un appel télégraphique du ministre Srobar (de) qui l'appelle d'urgence à Bratislava en raison de l'avancée de l'Armée rouge hongroise.

## Mort

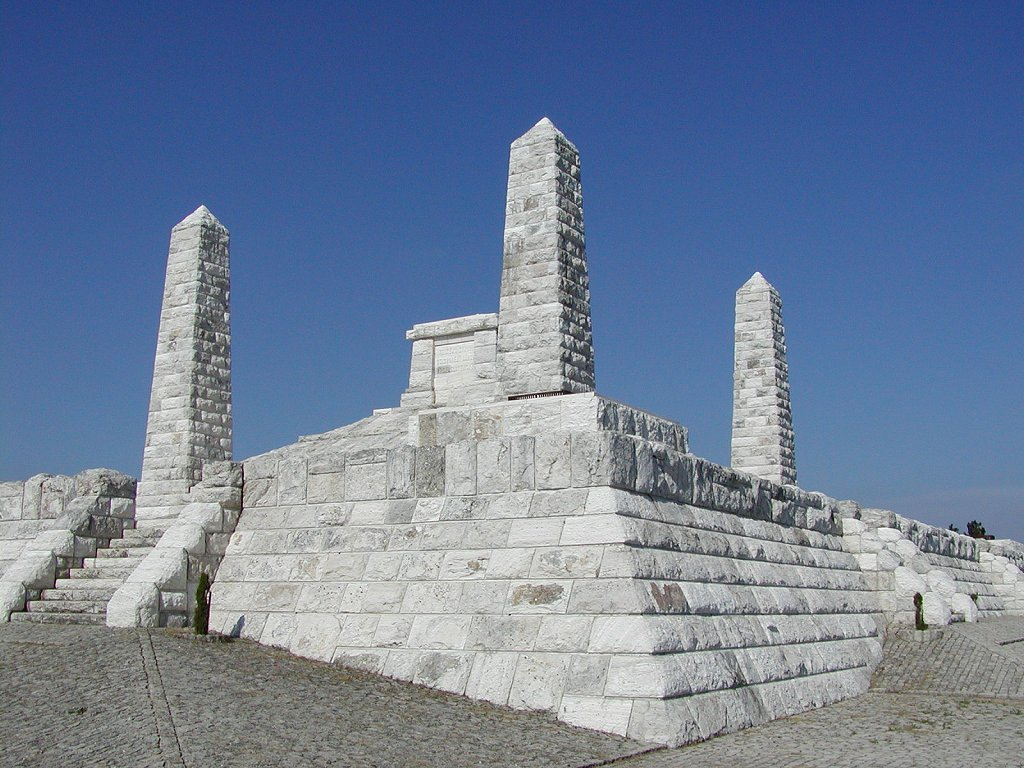
La tombe de Milan Rastislav Štefánik réalisée à Bradlo pri Brezová (district de Senica) selon le projet de Dušan Jurkovič dans les années 1927-1928

Le 4 mai 1919, son appareil (un Caproni 11495) s'écrase près de Bratislava, juste avant l'atterrissage. On ne dénombrera aucun survivant. Aujourd'hui encore, les circonstances de l'accident n'ont pas été éclaircies. Officiellement, la cause en est une panne de moteur.
Il apparaît cependant que l'arrivée de Štefánik en Tchécoslovaquie ne se serait pas passée sans changements politiques notables. Štefánik avait en effet plusieurs projets d'organisation destinés, avant tout, à la Slovaquie mais aussi dans plusieurs autres domaines. Son intervention aurait, semble-t-il, mieux pris en compte certaines aspirations du peuple slovaque.
Sur sa tombe, le maréchal français Ferdinand Foch déclara : « C'était un cœur rare, une âme noble, un esprit extraordinaire qui s'est entièrement dévoué pour notre cause dès que les circonstances l'exigeaient. Il mérite la reconnaissance de l'humanité entière. Sa présence va nous manquer. Son souvenir va vivre dans les cœurs de nous tous. »

## Postérité
- Durant la Seconde Guerre mondiale, une unité de partisans tchécoslovaques créée par les Soviétiques a repris son nom, la Première Brigade tchécoslovaque de partisans « Général Milan Rastislav Štefánik ».
- Son nom a été donné à l'aéroport de Bratislava et à de nombreuses rues, places et écoles en Slovaquie, en République tchèque et en France (une place du Général-Stefanik existe à Paris, dans le 16e arrondissement).
- C'est également le nom donné au Plan d'actions intégrées (PAI) franco-slovaque dans le cadre du partenariat Hubert Curien, qui permet le développement de coopérations scientifiques entre les deux pays.
- Il y a une rue à Prague 5, Stefanikova, où se trouve l'administration du quartier de Prague 5. Un observatoire porte son nom, avec sa statue, sur la colline de Petřín à Prague.
- Le lycée Milan Rastislav Štefánik de Košice accueille une section bilingue franco-slovaque[4]. On peut relever également des lycées de ce nom à Nové Mesto nad Váhom et à Šamorín.
- L'école de l'aviation slovaque à Košice s'appelait Académie militaire général Štefánik (Vojenská letecká akadémia gen. Milana Rastislava Štefánika) avant d'être intégrée à l'université technique de Košice.
- Paulhan, dans le département de l'Hérault, a installé une statue de M.R Stefanik en tenue d’aviateur, dans un square qui porte son nom. Ce bronze de Bohumil Kafka est identique à celui de Prague[5].
- Une statue a été érigée en son honneur à Meudon. Elle a été dévoilée le 4 mai 1999 par le maire Hervé Marseille en présence notamment du chef du gouvernement slovaque Mikuláš Dzurinda et du ministre français de la Défense Alain Richard[6].
- En 1935, le cinéaste tchèque Jan Sviták réalise le film Milan Rastislav Štefánik[7].
- L'astéroïde (3571) Milanštefánik, découvert en 1982, a reçu son nom[8].

## Distinctions
- Officier de la Légion d'honneur ;
- Croix de guerre 1914-1918 (1 citation à l'ordre de l'Armée) ;
- Chevalier de l'ordre des Saints-Maurice-et-Lazare ;
- Croix du Mérite de guerre (Italie).